# Staatliches Weinbauinstitut Freiburg
Das Staatliche Weinbauinstitut Freiburg (Abkürzung: WBI) ist eine Versuchs- und Forschungsanstalt des Landes Baden-Württemberg mit Sitz in Freiburg im Breisgau. Zu den zentralen Aufgaben des Instituts gehören die angewandte Forschung und praxisbezogene Versuchstätigkeit in den Bereichen Pflanzenschutz, Oenologie, Weinbau, Resistenz- und Klonenzüchtung. Die gewonnenen Erkenntnisse werden direkt an die Praxis weitergegeben, wodurch die Wettbewerbsfähigkeit des heimischen Weinbaus erhöht und ein nachhaltiger Weinbau regional und international mitgestaltet wird. Neben der Forschungstätigkeit ist das WBI mit der Durchführung hoheitlicher Aufgaben, wie beispielsweise der amtlichen Qualitätsprüfung für Wein und Sekt oder der Führung der Weinbaukartei, betraut. 

## Geschichte
Gegründet wurde das Weinbauinstitut auf Beschluss des Badischen Landtages vom 12. Mai 1919 und nahm erstmals 1920 seine Arbeit auf dem vom badischen Staat gepachteten Rebgelände am Freiburger Jesuitenschloss auf. Freiburg bot damals für den Standort den passenden Rahmen, da hier bereits seit 1917 eine staatliche Rebenzuchtanstalt ihren Sitz hatte. Zu Beginn der Arbeiten befand sich der Weinkeller des Instituts zunächst noch beim Kloster Adelhausen, rund 20 Minuten vom Freiburger Zentrum entfernt. Im Jahre 1924 zog der Weinkeller dann in den städtischen Peterhof um, ein altes Klostergebäude mitten in der Stadt, das heute von der Albert-Ludwigs-Universität Freiburg genutzt wird. Neben den Rebflächen in Freiburg gehörten dem Institut damals auch Rebanlagen in Karlsruhe-Durlach und Müllheim an. 1937 wurde das Institut von „Badisches“ in „Staatliches Weinbauinstitut“ umbenannt.
Am 27. November 1944 zerstörte ein Luftangriff das Weinbauinstitut. Die Tätigkeiten des Instituts konnten jedoch fortgesetzt werden und fanden in notdürftig hergerichteten Räumen statt. Nach dem Krieg wurden die Rebenveredelungsanstalt in Durlach und das staatliche Rebgut Lauda vom Institut getrennt und als selbstständige Versuchsrebgüter eingerichtet. Zum Ausgleich kamen die Betriebe in Ihringen am Blankenhornsberg, in Durbach und Hecklingen in die Obhut des Instituts und übernahmen später die Aufgaben der Versuchsrebgüter.
Mit der Gründung des Landes Baden-Württemberg im Jahre 1952 wurde das WBI dem Landwirtschaftsministerium, dem heutigen Ministerium für Ländlichen Raum und Verbraucherschutz Baden-Württemberg, unterstellt. Ab 1967 fanden sogenannte Flurbereinigungen am Blankenhornsberg statt. Dazu kamen Umbauten an veralteten Bausubstanzen und die Sanierung des Gebäudes auf dem Blankenhornsberg in Ihringen am Kaiserstuhl. Mitte der 1990er Jahre wurden die Versuchsrebgüter in Hecklingen, Müllheim und Durbach privatisiert, während die Rebflächen am Blankenhornsberg und in Freiburg staatlich blieben. Die letzte wesentliche Veränderung am WBI stellte der im Jahr 2017 fertiggestellte Phytolabor-Anbau an das Hauptgebäude dar.

## Gebäude

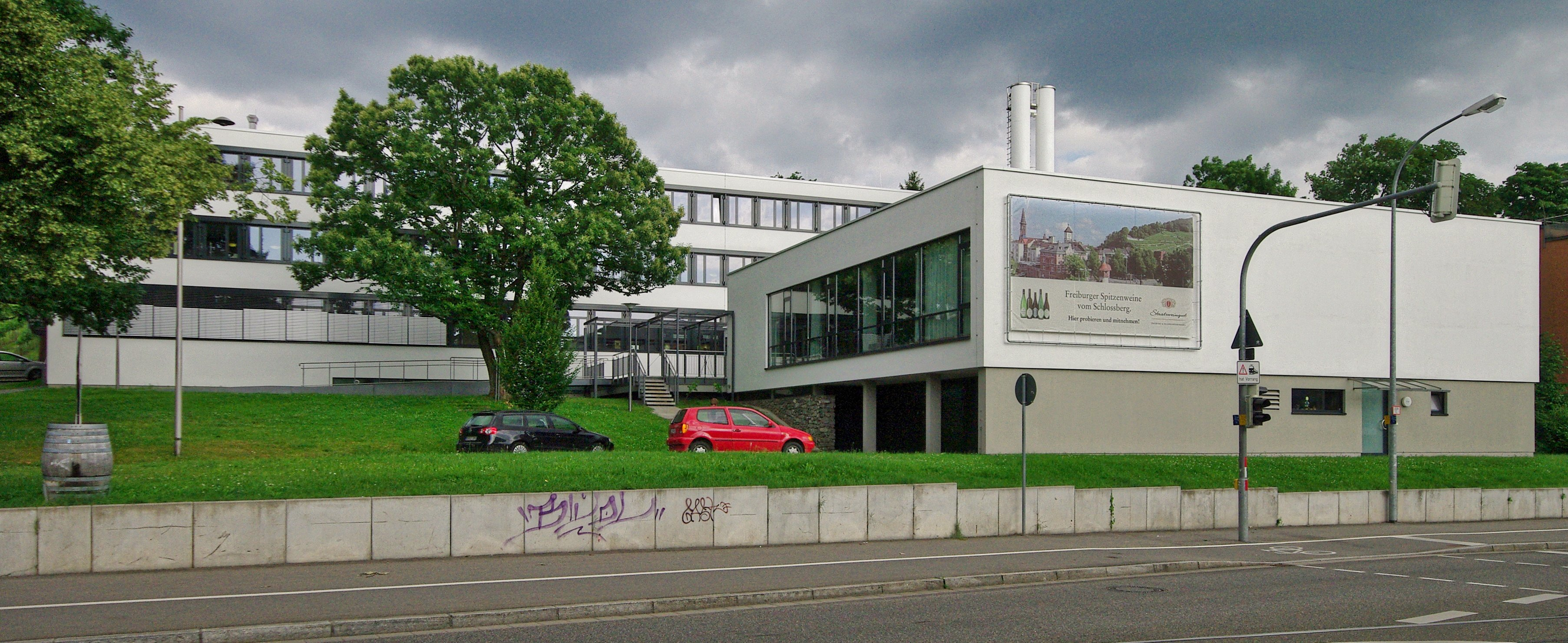
Staatliches Weinbauinstitut Freiburg

Bis zur Zerstörung im Zweiten Weltkrieg war das Weinbauinstitut in der Bismarckstraße 21 angesiedelt, wo sich in der heutigen Stefan-Meier-Straße das Freiburger Materialforschungszentrum befindet. Am 22. September 1961 fand das Weinbauinstitut mit der feierlichen Übergabe des Neubaus in der Merzhauser Straße 119 in Freiburg einen neuen Platz, wo es sich bis heute befindet.

Das Weinbauinstitut befindet sich nahe der Haltestelle Peter-Thumb-Straße der Straßenbahnlinie 4. Der FR 7 verläuft unmittelbar am Gebäude entlang. Dort befindet sich auch eine Station des Fahrradverleihsystems Frelo.

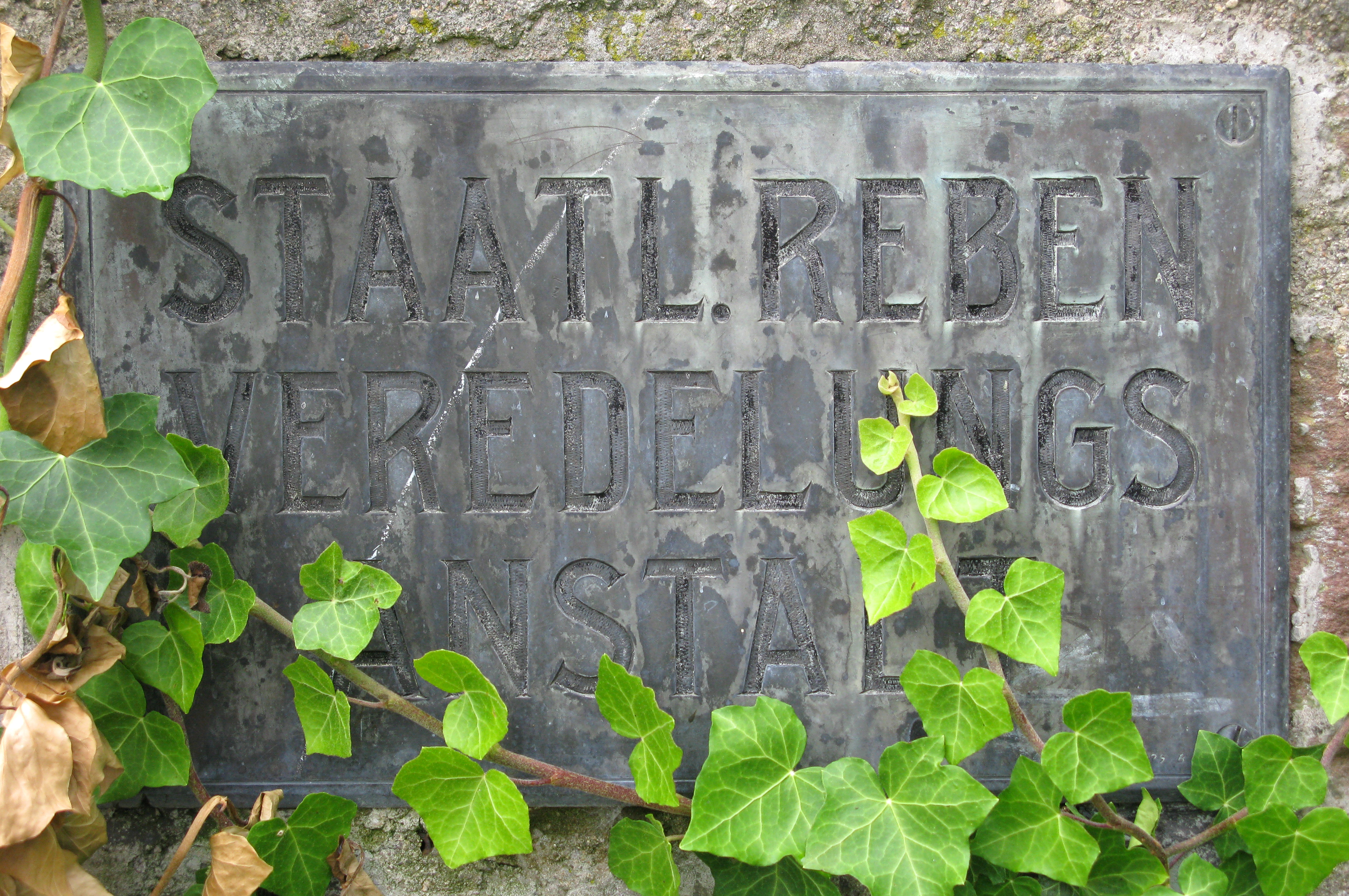
Schild am Altbau

## Organisation
Das Staatliche Weinbauinstitut untersteht dem Ministerium für Ländlichen Raum und Verbraucherschutz Baden-Württemberg und wird seit 2004 von Rolf Steiner geleitet. Es ist in drei Abteilungen mit jeweils drei Referaten unterteilt:
- Abteilung 1 – Biologie
  - Referat 11 – Phytopathologie, Diagnostik
  - Referat 12 – Ökologie, Biodiversität
  - Referat 13 – Prognose, Monitoring
- Abteilung 2 – Oenologie
  - Referat 21 – Mikrobiologie, Versuchskellerei
  - Referat 22 – Weinchemie
  - Referat 23 – Qualitätsweinprüfung, Weinbaukartei
- Abteilung 3 – Weinbau
  - Referat 31 – Resistenz- und Klonenzüchtung
  - Referat 32 – Weinbau, Versuchswesen
  - Referat 33 – Rebenernährung, Bodenkunde

In das Weinbauinstitut eingegliedert ist das Staatsweingut Freiburg, das die über 37 Hektar Versuchsflächen in Ihringen-Blankenhornsberg (24 ha) sowie Freiburg und Ebringen (13 ha) bewirtschaftet. Das Staatsweingut dient den Wissenschaftlern des WBI als Versuchsgut und setzt die Forschungsergebnisse und Weiterentwicklungen in der Weinwelt in die Praxis um. Insgesamt sind derzeit 68 Mitarbeiterinnen und Mitarbeiter am Institut und am Staatsweingut beschäftigt.

## Aufgaben
Zu den wesentlichen Aufgaben der einzelnen Abteilungen des WBI gehören die angewandte Forschung und praxisbezogene Versuchstätigkeit in den Bereichen Pflanzenschutz, Resistenz- und Klonenzüchtung, Weinbau und Oenologie.
Aufgabenschwerpunkte der Abteilung Biologie sind die Erforschung von Krankheiten und Schädlingen der Weinrebe sowie die Entwicklung biologischer und nachhaltiger Strategien zu deren Kontrolle. Außerdem entwickelt die Abteilung Biologie zusammen mit anderen Kooperationspartnern das Prognosesystems VitiMeteo weiter. Mit VitiMeteo stehen der weinbaulichen Praxis in vielen Weinbaugebieten Deutschlands, der Schweiz und anderen europäischen Ländern computergestützte Prognoseverfahren zur Verfügung, mit deren Hilfe die Applikation von Pflanzenschutzmitteln gegen die wichtigsten Krankheiten und Schädlinge im Weinbau situationsgerecht terminiert werden können. Damit liefert VitiMeteo einen wichtigen Beitrag zum integrierten Pflanzenschutz im Weinbau.
Die Abteilung Oenologie befasst sich unter anderem mit der Entwicklung und Erprobung neuer kellerwirtschaftlicher Verfahren und Behandlungsmittel sowie verschiedener Weinstile. In der institutseigenen Versuchskellerei werden jährlich hunderte unterschiedlicher Weine ausgebaut. Einen Schwerpunkt stellt hierbei der Ausbau von Piwi-Rebsorten dar, womit die oenologische Etablierung der Neuzüchtungen weiter vorangetrieben wird. Außerdem steht die fortwährende Prüfung von Reinzuchthefen, Starterkulturen für den biologischen Säureabbau und Enzympräparaten im Vordergrund.
Ein wesentlicher Schwerpunkt der Abteilung Weinbau stellt die Züchtung pilzwiderstandsfähiger Rebsorten, kurz Piwis, dar. Zu den in Freiburg gezüchteten widerstandsfähigen Rebsorten gehören die Rotweinsorten Baron, Cabernet Cantor, Cabernet Carbon, Cabernet Carol, Cabernet Cortis, Monarch und Prior sowie die Weißweinsorten Bronner, Helios, Johanniter, Merzling, Muscaris, Solaris und Souvignier gris. Diese Neuzüchtungen zeichnen sich durch eine erhöhte Resistenz gegenüber verschiedenen Rebkrankheiten aus, wodurch der Einsatz von Pflanzenschutzmitteln bei diesen Sorten deutlich reduziert werden kann. Des Weiteren beschäftigt sich die Abteilung Weinbau mit der Weiterentwicklung von integrierten, umweltschonenden und ökologischen Produktionsmethoden in der Weinbergsbewirtschaftung.
Das übergeordnete Ziel der Forschungstätigkeiten am Weinbauinstitut ist es, den Weinbau nachhaltiger und somit zukunftsfähiger zu machen. So kooperiert das Institut in seinen Forschungstätigkeiten eng mit Universitäten und Forschungseinrichtungen im In- und Ausland. Die Weitergabe der gewonnenen Erkenntnisse aus den Forschungs- und Versuchstätigkeiten an die weinbauliche Praxis ist ebenfalls ein zentrales Anliegen. So organisiert das Weinbauinstitut regelmäßig Fachveranstaltungen wie Seminare und Führungen und gewährt darüber hinaus der interessierten Öffentlichkeit in diversen Veranstaltungen einen Einblick in seine Tätigkeiten.
Neben den praxisbezogenen Versuchstätigkeiten ist das WBI zusätzlich mit hoheitlichen Aufgaben betraut. Hierzu gehören die seit 1971 am Institut beheimatete amtliche Qualitätsprüfung für Wein und Sekt, die Führung der Weinbaukartei sowie die Abwicklung der Abgabe für den Deutschen Weinfonds für das Anbaugebiet Baden. Darüber hinaus führt das Weinbauinstitut im Rahmen der Rebenpflanzgutverordnung die Virustestung von Pflanzenmaterial sowie die Untersuchung von Bodenproben auf virusübertragende Nematoden durch. Die Prüfung von Pflanzenschutzmitteln im Rahmen der amtlichen Zulassung gehört ebenfalls zu seinen Aufgaben.
Als Ausbildungsbetrieb bietet das Weinbauinstitut jährlich etwa 20 Ausbildungsplätze in den Berufen Winzer, Weintechnologe und kaufmännischen Berufen an. Hinzu kommen eine Vielzahl an Arbeitsmöglichkeiten für Studierende und Doktoranden unterschiedlicher Fachbereiche.
Siehe auch
- Internationale Organisation für Rebe und Wein
- Rebsorten und Artikel zu den Neuzüchtungen Freisamer, Johanniter, Merzling, Nobling, Bronner, Solaris, Helios, Souvignier gris, Prior, Baron,  Monarch, Cabernet Cortis, Cabernet Carol, Cabernet Carbon, Cabernet Cantor, Osella, Galanth, Galant, Calastra, Cabernet Cantor, Deckrot und Kolor.
- Rebenzüchter Norbert Becker.
- Phytomediziner Hanns-Heinz Kassemeyer
- Prognosemodelle, Wetterdaten und Monitoring für den Weinbau durch WBI
- Transnationales Forschungsprogramm Website transnationales Projekt Vitifutur